# Graf raztrosa
Gráf raztrósa (~ raztrôsa, diagrám ~, korelácijski diagrám, raztréseni gráfikon, ~ grafikón, razsévni grafikon ali razpršêni grafikon, angleško scatter plot/scattergraph) je vrsta matematičnega diagrama, ki za dano množico podatkov v kartezičnih koordinatah običajno prikazuje vrednosti dveh spremenljivk.
Podatki so prikazani kot zbirka točk, ki ima vsaka vrednost dveh spremenljivk, kar določa njeno lego na abscisi in ordinati.
Takšne grafe je prvi opisal angleški polihistor Francis Galton.

## Pregled
Graf razstrosa se uporablja kadar spremenljivko nadzira preskuševalec. Če obstaja parameter, ki ga sistematično povečuje in/ali zmanjšuje drug parameter, se imenuje kontrolni parameter ali neodvisna spremenljivka, običajno pa se prikazuje na abscisi. Merjena ali odvisna spremenljivka se običajno prikazuje vzdolž ordinate. Če odvisna spremenljivka ne obstaja, se lahko druga spremenljivka prikaže na katerikoli osi, graf raztrosa pa bo prikazoval le stopnjo korelacije brez povzročitve med dvema spremenljivkama.
Graf raztrosa lahko nakaže različne vrste korelacij med spremenljivkami z določeno stopnjo zaupanja, na primer med težo in višino. kjer bi bila teža na osi x, višina pa na osi y. Korelacije so lahko pozitivne (naraščajoče), negativne (padajoče) ali ničelne (nekorelirane). Če je vzorec točk nagnjen od spodnjega levega kota grafa proti zgornjemu desnemu, graf nakazuje pozitivno korelacijo med obravnavanima sprememnljivkama. Če vzorec točk poteka od zgornjega levega kota proti spodnjemu desnemu, graf nakazuje negativno korelacijo. Za proučevanje korelacije med sprememnljivkama se lahko nariše premica najboljšega prilega (imenovana tudi 'trendna črta'). Lahko se določi enačba korelacije med spremenljivkama s postopki najboljšega prilega. Za linearno koleracijo je postopek najboljšega prilega znan kot linearna regresija in zagotavlja tvorbo pravilne rešitve v končnem času. Za poljubna razmerja med sprememnljivkami ne obstaja splošni postopek najboljšega prilega, ki bi dal pravilno rešitev. Graf raztrosa je zelo uporaben tudi kadar želimo videti kako se dve primerljivi množici podatkov skladata med seboj. V takšnih primerih se pogosto nariše premica istovetnosti, graf premice z enačbo {\displaystyle y=x}, oziroma premica 1:1. Bolj se množici podatkov prilegata, bolj se raztrosi združujejo ob premici istovetnosti. Če sta dve množici numerično enaki, raztrosi padejo točno na premico istovetnosti.
Eden od najmočnejših vidikov grafov raztrosa je njihova zmožnost prikaza nelinearnih odnosov med spremenljivkami. Če so podatki prikazani kot mešani model preprostih odnosov, bodo ti odnosi vizualno jasni kot skupaj položeni vzorci.
Graf raztrosa je eden od sedmih osnovnih orodij kontrole kakovosti.